# Gasteria

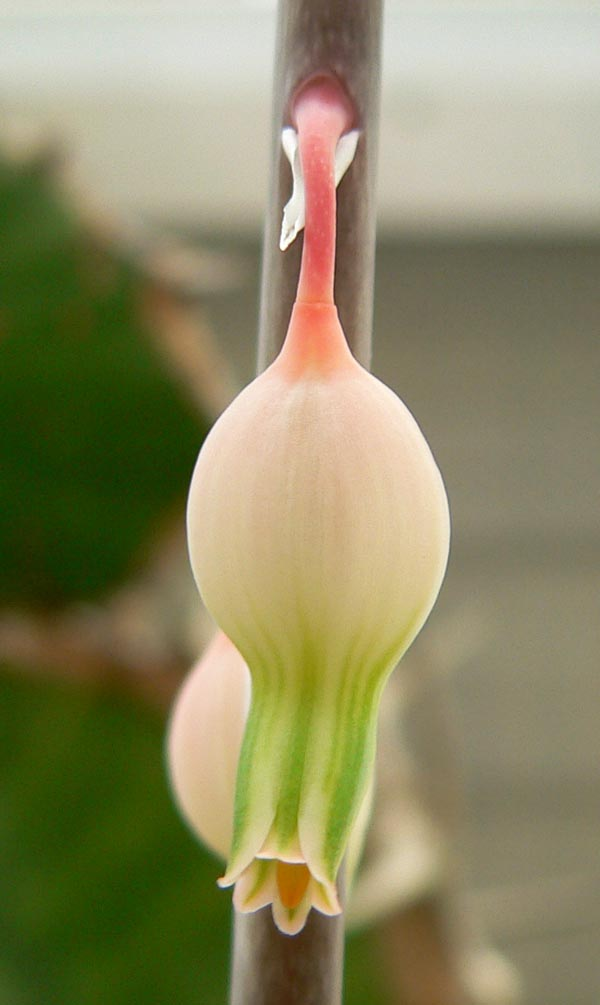
Gasteria ser. Gasteria: Bauchige Blüte von Gasteria bicolor var. bicolor

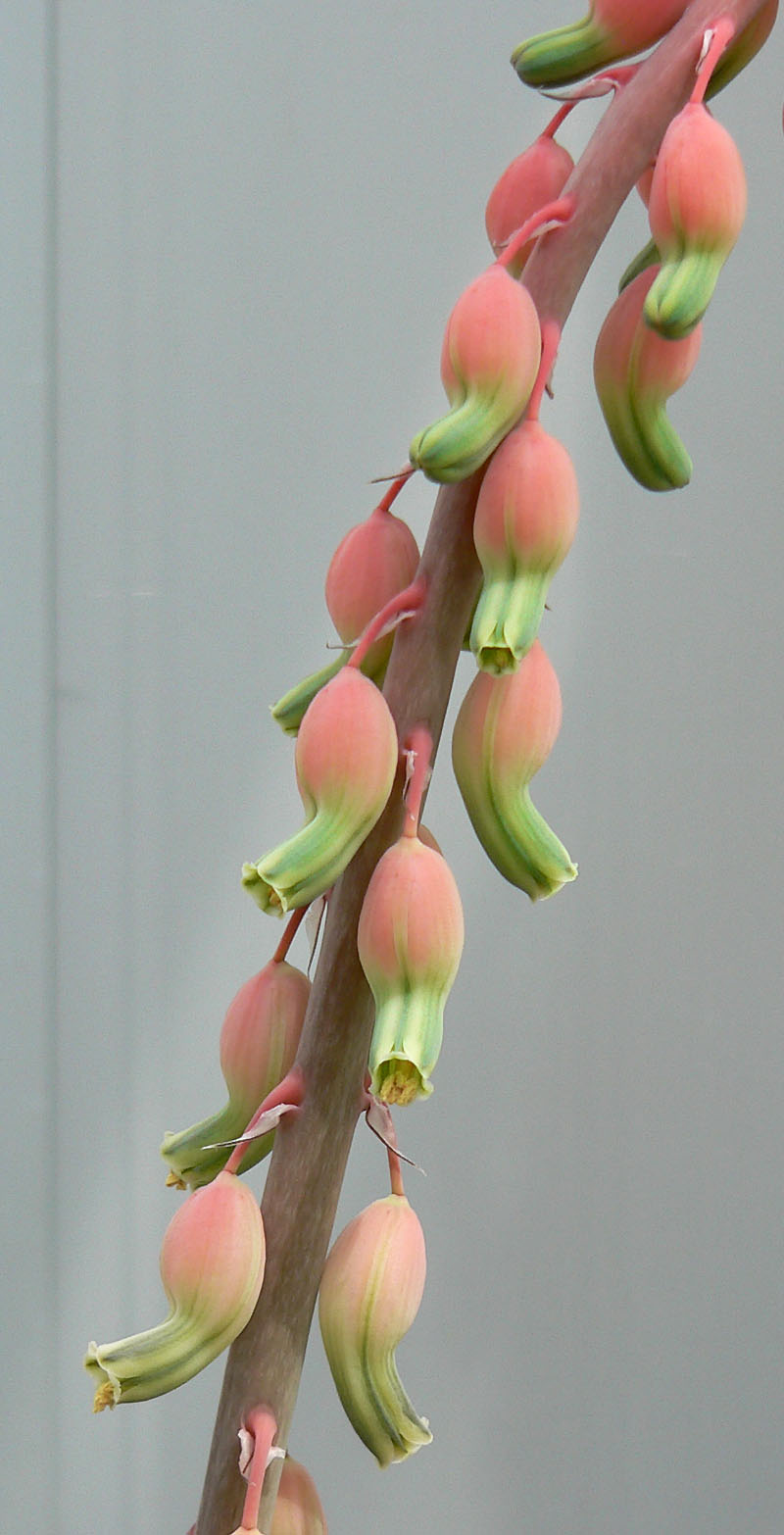
Gasteria ser. Gasteria: Blütenstand von Gasteria disticha

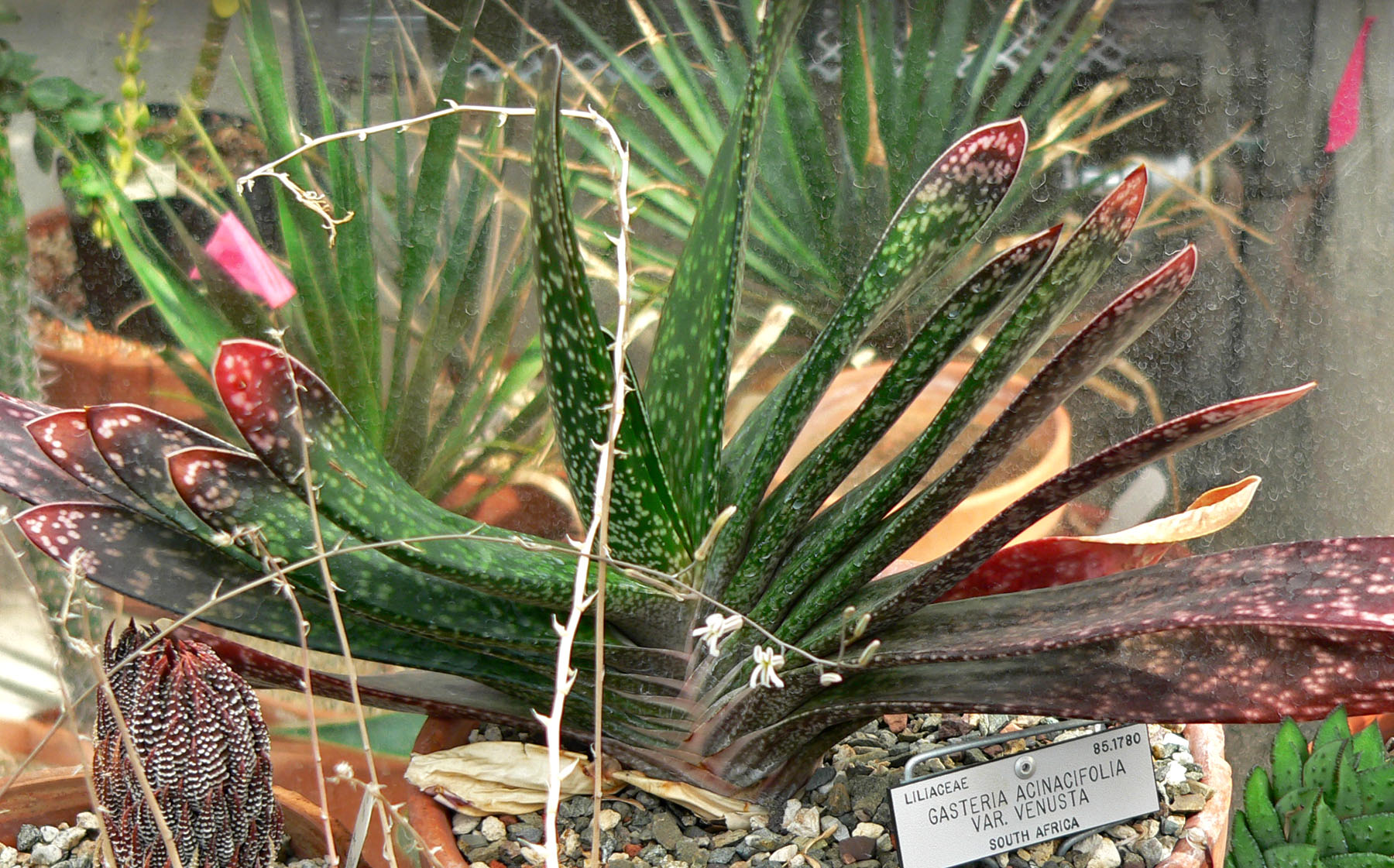
Gasteria ser. Longifoliae: Gasteria acinacifolia

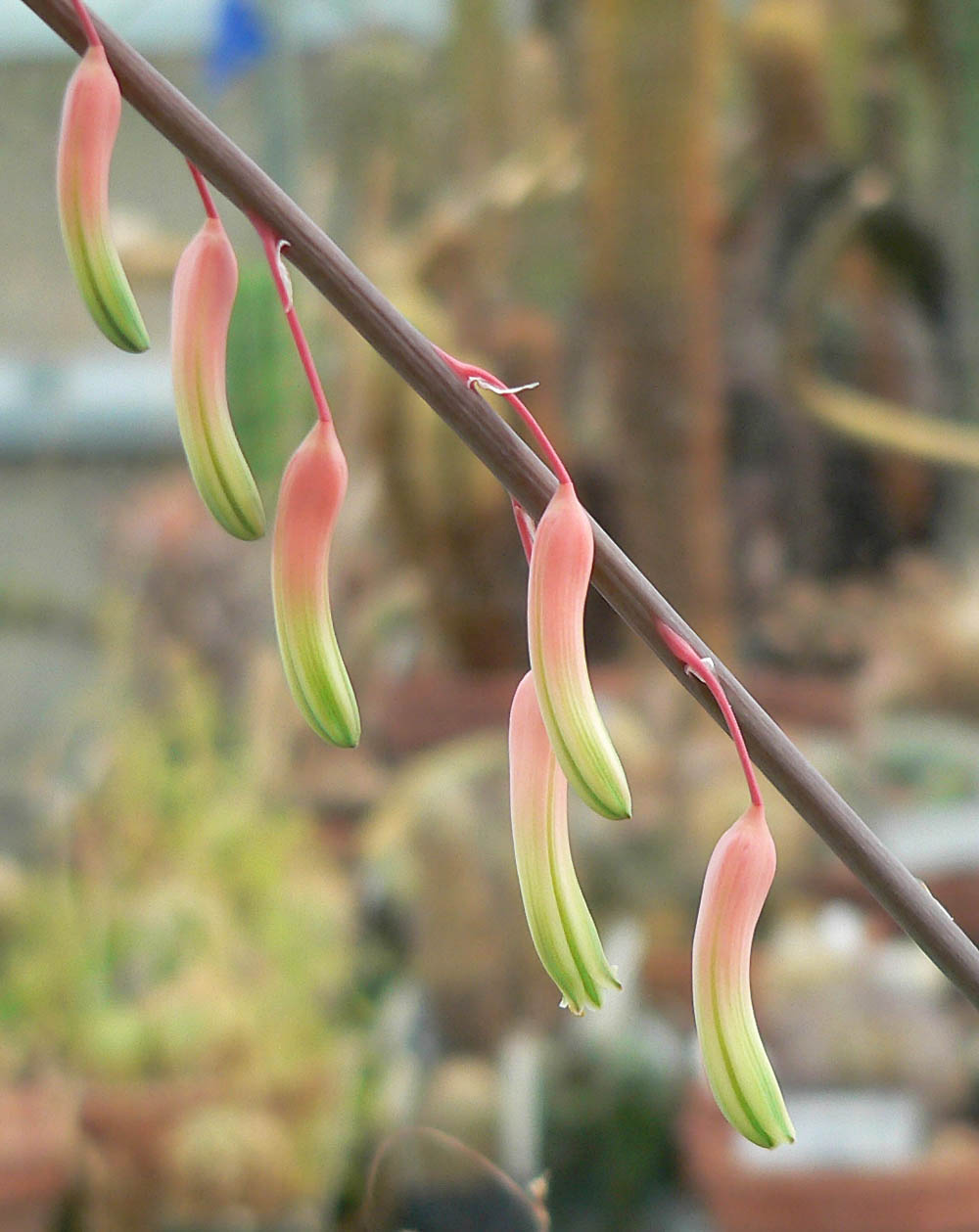
Gasteria ser. Namaquana: Gasteria pillansii

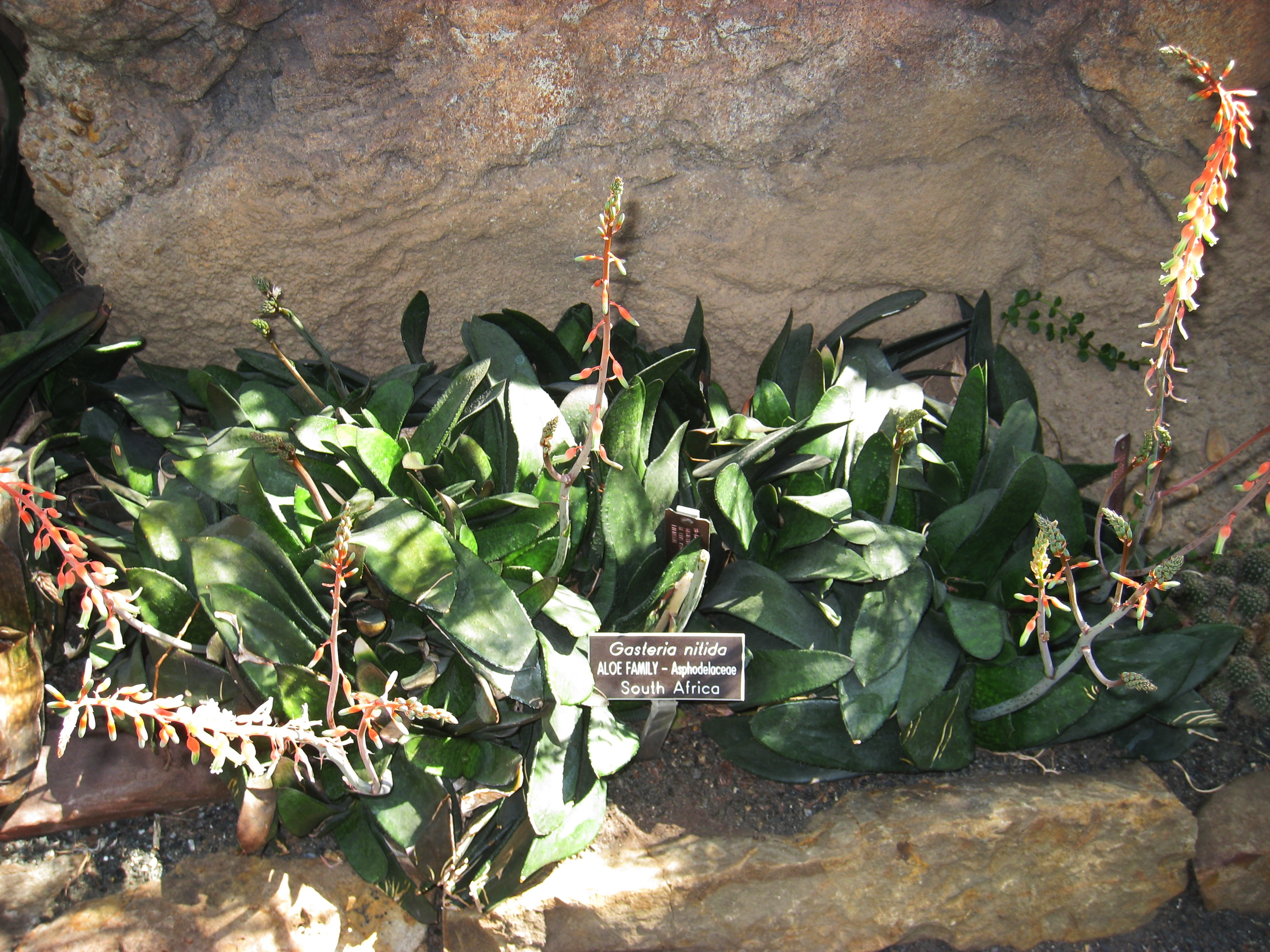
Gasteria ser. Multifariae: Gasteria nitida

Gasteria ist eine Pflanzengattung aus der Unterfamilie der Affodillgewächse (Asphodeloideae).

## Beschreibung
Die Arten der Gattung Gasteria sind immergrüne sukkulente Pflanzen. Alle Arten wachsen in der Jugend zweizeilig, im Alter verändern sich etwa die Hälfte der Arten zu rosettenförmigem Wuchs. Die meisten Arten bilden nahe der Mutterpflanze viele Ableger (Kindel) aus. Solitäre Gasteria-Arten sind selten, in der Regel bilden sie dichte Polster. Die einfachen, sukkulenten Laubblätter besitzen meist einen hornigen Rand, aber sind nie bewehrt. Die Blattoberfläche ist dunkelgrün mit Bändern aus weißen Punkten.
Die Arten der Gattung Gasteria bilden seitliche oder endständige, manchmal verzweigte, lockere Blütenstände, meist sind sie traubig. Die zwittrigen, zygomorphen Blüten sind dreizählig. Die Blütenhüllblätter sind gelblich bis rot oder gelb und haben oft grüne Spitzen. Die Blütenhüllblätter sind röhrig verwachsen, aber sie sind nicht zweilippig, dies ist ein Hauptunterscheidungsmerkmal zu Haworthia-Arten. Die Blütenröhre ist gebogen und bauchig erweitert, dies ist das Hauptunterscheidungsmerkmal zu Aloe-Arten (daher auch der botanische Name: von Griechisch gáster für Bauch). Es werden Kapselfrüchte gebildet.

## Systematik und Verbreitung
Ihre natürliche Verbreitung ist auf den südlichen und westlichen Teil der Republik Südafrika beschränkt mit einer Art, die bis in die Grenzregionen zu Namibia hineinreicht (Gasteria pillansii).
Die Erstbeschreibung der  Gattung Gasteria durch Henri Auguste Duval wurde 1809 veröffentlicht. Die Typusart der Gattung ist Gasteria angustifolia (Aiton) Duval. Ein Synonym der Gattung ist Papilista Raf. (1840).

### Arten
Die Gattung Gasteria wird in zwei Sektionen mit je zwei Serien untergliedert und umfasst folgende Arten:
- Gasteria sect. Gasteria Duval
  - Gasteria ser. Gasteria Duval
    - Gasteria baylissiana Rauh
    - Gasteria bicolor Haw.
      - Gasteria bicolor var. bicolor
      - Gasteria bicolor var. fallax (Haw.) van Jaarsv.[3]
      - Gasteria bicolor var. liliputana (Poelln.) van Jaarsv.

    - Gasteria brachyphylla (Salm-Dyck) van Jaarsv.
      - Gasteria brachyphylla var. brachyphylla
      - Gasteria brachyphylla var. bayeri van Jaarsv.

    - Gasteria disticha (L.) Haw.
      - Gasteria disticha var. disticha
      - Gasteria disticha var. langebergensis van Jaarsv.[4]
      - Gasteria disticha var. robusta van Jaarsv.[5]

    - Gasteria doreeniae van Jaarsv. & A.E.van Wyk[6]
    - Gasteria glomerata van Jaarsv.
    - Gasteria koenii van Jaarsv.[7]
    - Gasteria rawlinsonii Oberm.

  - Gasteria ser. Namaquana van Jaarsv.
    - Gasteria pillansii Kensit
      - Gasteria pillansii var. pillansii
      - Gasteria pillansii var. ernesti-ruschii (Dinter & Poelln.) van Jaarsv.
      - Gasteria pillansii var. hallii van Jaarsv.[8]
- Gasteria sect. Longiflorae Haw.
  - Gasteria ser. Longifoliae (Haw.) van Jaarsv.
    - Gasteria barbae van Jaarsv.[9]
    - Gasteria loedolffiae van Jaarsv.[10]
    - Gasteria tukhelensis van Jaarsv.[11]

  - Gasteria ser. Multifariae (Haw.) van Jaarsv.
    - Gasteria acinacifolia (J.Jacq.) Haw.
    - Gasteria armstrongii Schönland
    - Gasteria batesiana G.D.Rowley
      - Gasteria batesiana var. batesiana
      - Gasteria batesiana var. dolomitica van Jaarsv. & A.E.van Wyk

    - Gasteria carinata (Mill.) Duval
      - Gasteria carinata var. carinata
      - Gasteria carinata var. glabra (Salm-Dyck) van Jaarsv.
      - Gasteria carinata var. verrucosa (Mill.) van Jaarsv.

    - Gasteria croucheri (Hook.f.) Baker
      - Gasteria croucheri subsp. croucheri
      - Gasteria croucheri subsp. pendulifolia (van Jaarsv.) Zonn.[12][13]
      - Gasteria croucheri subsp. pondoensis N.R.Crouch, Gideon F.Sm. & D.G.A.Styles[14]

    - Gasteria ellaphieae van Jaarsv.
    - Gasteria excelsa Baker
    - Gasteria glauca van Jaarsv.
    - Gasteria nitida (Salm-Dyck) Haw.
    - Gasteria polita van Jaarsv.[15]
    - Gasteria pulchra (Aiton) Haw.
    - Gasteria retusa (van Jaarsv.) van Jaarsv.[16]
    - Gasteria thunbergii N.E.Br.
    - Gasteria vlokii van Jaarsv.

### Hybriden
- ×Algastoloba D.M.Cumming
= Aloe × Gasteria × Astroloba
- ×Bayerara D.M.Cumming
= Aloe × Gasteria × Haworthia
- ×Cummingara G.D.Rowley
= Gasteria × Haworthia × Poellnitzia
- ×Gasteraloe Guillaumin
=  Gasteria × Aloe

## Weitere Literatur
- Ernst Jacobus van Jaarsveld: The genus Gasteria: A synoptic review (new taxa and combinations). In: Aloe. Band 44, Nummer 4, 2007, S. 84–104.
- Bernardus Joannes Maria Zonneveld, Ernst Jacobus van Jaarsveld: Taxonomic implications of genome size for all species of the genus Gasteria Duval (Aloaceae). In: Plant Systematics and Evolution. Band 251, Nummer 2–4, 2005, S. 217–227 (doi:10.1007/s00606-004-0244-x).